# Universidade de Bergen
A Universidade de Bergen (Universitetet i Bergen; UiB) localiza-se na cidade de Bergen, na Noruega.

Apesar de ter sido oficialmente fundada em 1946, a sua actividade académica já se desenrolava no Museu de Bergen desde 1825. Acolhe cerca de 19 641 estudantes (2021). É uma das seis universidades da Noruega.

O estudantes europeus não pagam propinas à universidade. Contudo, é-lhes exigido que sejam membros da segurança social dos estudantes, pagando uma pequena quota. Esta quota, denominada semesteravgift, era de 800 coroas norueguesas anuais, em 2006, dando acesso a diversos serviços, tais como actividades culturais, infraestruturas para exercício físico, tratamento de crianças, seguros de saúde e alojamento subsidiado.
Pertence à rede de universidades europeias conhecida por Grupo Coimbra.

## Faculdades
A Universidade de Bergen conta com 7 faculdades e 40 institutos.

### Faculdade de humanidades
- Instituto de línguas estrangeiras
- Instituto de estudos linguísticos, literários e estéticos
- Instituto de arqueologia, história, cultura e religião
- Instituto de filosofia
- A academia Grieg – Instituto musical

Em Agosto de 2007, a faculdade encontrava-se a rever a sua estrutura e os seus nomes.

### Faculdade de odontologia

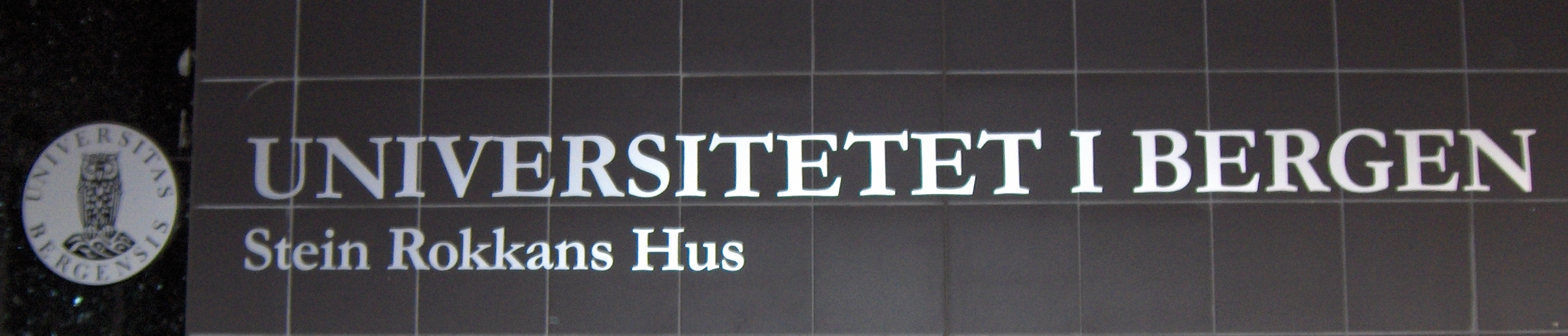
Pormenor de fachada da universidade com logotipo.

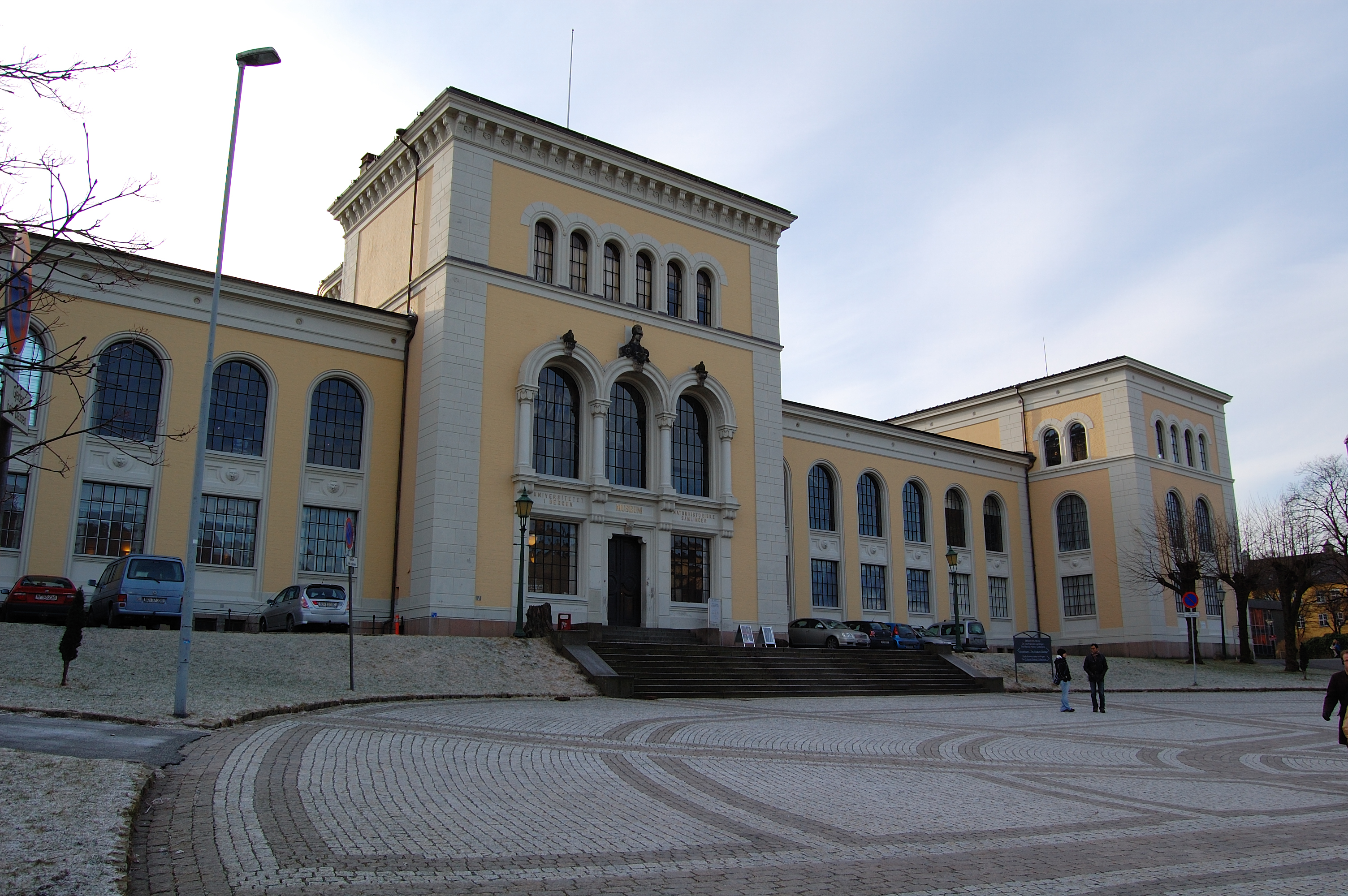
Museu Universitário de História Natural

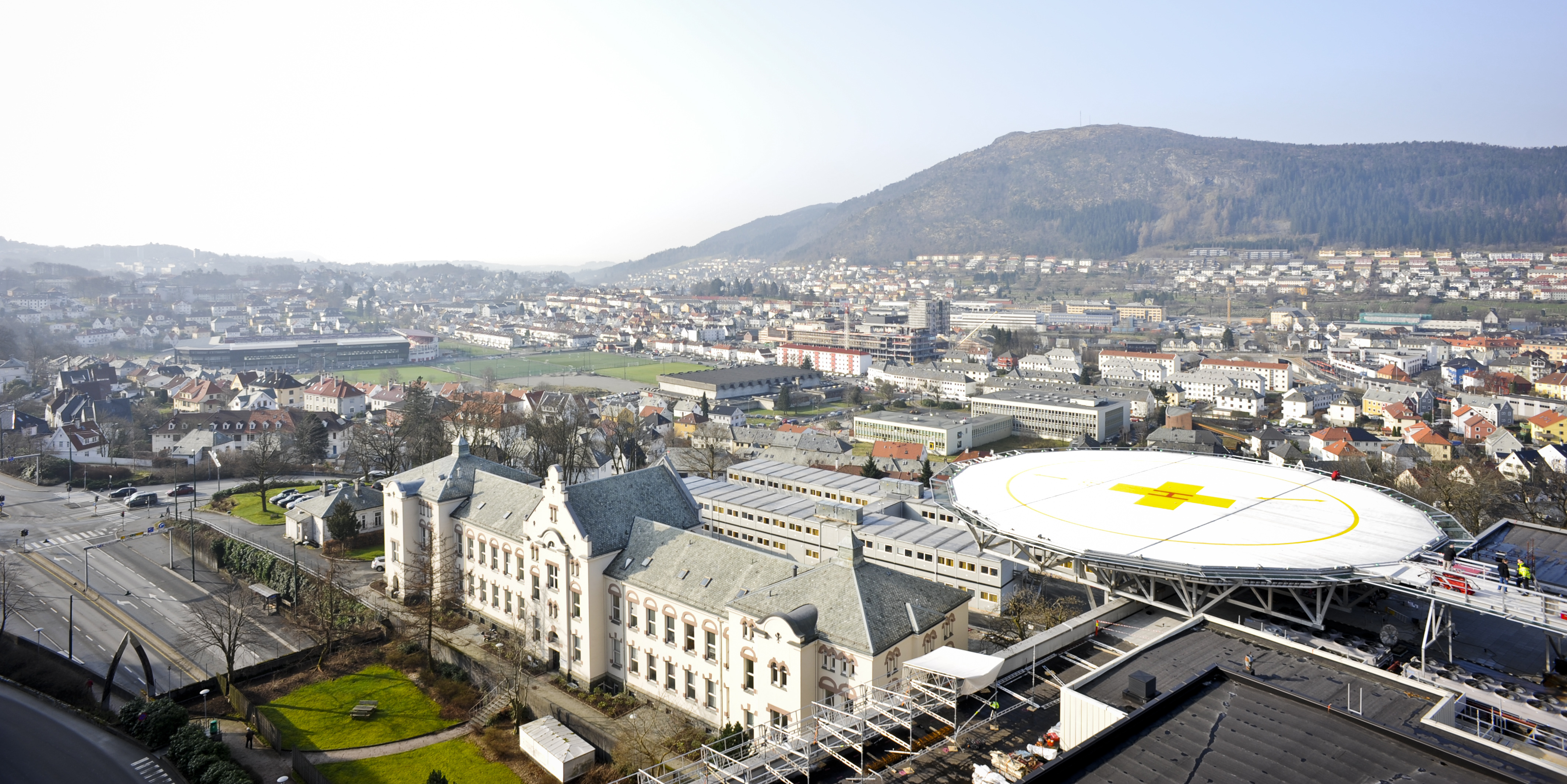
Heliponto no Hospital Universitário de Bergen

A faculdade de odontologia, fundada em 1962, é uma das duas instituições que formam dentistas na Noruega.

### Faculdade de direito
A faculdade de direito foi definida como uma faculdade separada em 1980, tendo os estudos e a investigação sobre direito sido desenvolvidos pela universidade desde 1969.  Oferece um programa de 5 anos, findo o qual é conferido o grau de Mestre e um programa de doutoramento de 3 anos. Actualmente, tem aproximadamente 1900 estudantes.

### Faculdade de matemática e ciências naturais
- Departmento de biologia
- Departmento de química
- Departmento de geofísica
- Departmento de informática
- Departmento de matemática
- Departmento de biologia molecular
- Departmento de física e tecnologia
- Centro de farmácia
- Centro de estudos e recursos ambientais

### Faculdade de medicina
- Centro para a saúde internacional
- Centro de virologia
- Departmento de biomedicina
- Departmento de medicina clínica
- Departmento de saúde pública e cuidados de saúde primários
- Departmento de ciências cirúrgicas
- Instituto de medicina
- Secção de análise de imagens médicas e reconhecimento de padrões

### Faculdade de psicologia
A universidade de Bergen é a única instituição universitária nórdica em que a psicologia dispõe de uma faculdade própria. Foi fundada em 1980, oferecendo cursos de psicologia, ao mesmo tempo que é responsável pela educação pedagógica da universidade.

### Faculdade de ciências sociais
- Instituto de ciências administrativas e organizacionais
- Instituto Geográfico
- Instituto para a informação
- Instituto de política comparativa
- Instituto de antropologia social
- Instituto de economia
- Instituto de sociologia
- Centro de estudos desenvolvimentais
- Centro de estudos de género
- Centro de estudos islâmicos e do médio oriente

## Posição
Na edição do QS World University Rankings 2022, a Universidade de Bergen ficou classificado em 199º lugar, sendo a segunda universidade norueguesa melhor colocada nesse ”ranking”.